# Джерси Редс
«Джерси Рагби Футбол Клаб» (англ. Jersey Rugby Football Club) или «Джерси Редс» (англ. Jersey Reds) — регбийный клуб с одноимённого острова, выступающий во второй по значимости английской лиге, Чемпионшипе. Команда разыгрывает ежегодный Сиамский кубок с другой командой Нормандских островов, «Гернси».

## История
История джерсийского регби началась в 1879 году и продолжалась в XX и XXI веках с перерывом во время  германской оккупации 1940-х. Новая история клуба началась в 1961 году, когда команда обрела новый стадион в Сент-Питере, близ местного аэропорта. Деревянный клубный дом был построен в 1964 году — сейчас на его месте располагается парковка. С начала 1970-х, когда остров был весьма популярен у туристов, клуб часто играл с приезжавшими туда сильными командами из Соединённого королевства, Ирландии, Южной Африки, Австралии (джерсийцы сыграли с коллегами из австралийской береговой охраны) и Нидерландов. В этом смысле успешным стал год столетия клуба, 1979-й, когда остров посетили многие известные спортсмены, в том числе Дж. П. Р. Уильямс.

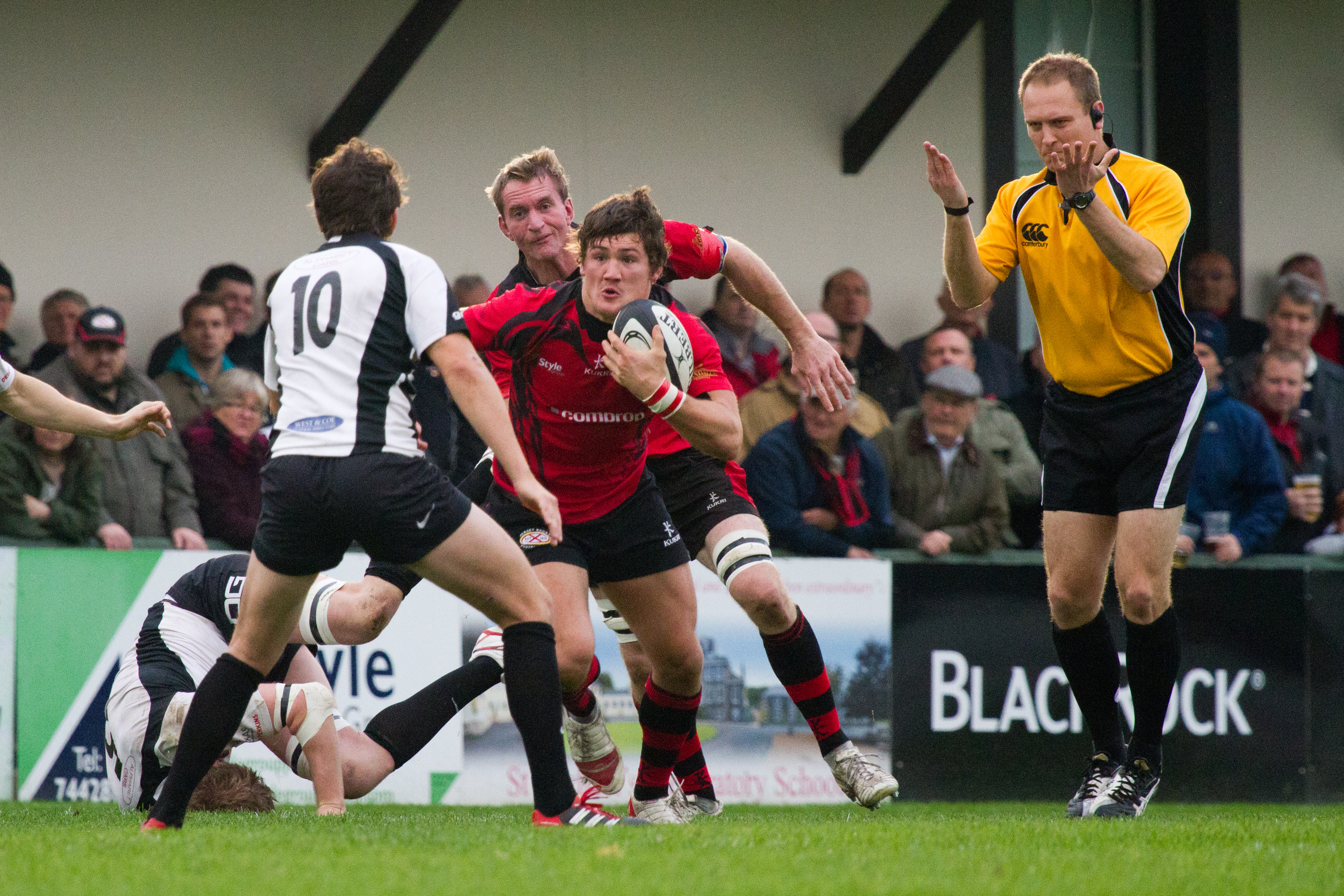
Игра с «Баркингом», 2011 год.

Нынешний клубный дом открылся в сентябре 1994 года, приблизительно во время введения новой системы дивизионов. Команда присоединилась к лиге в Гемпшире. Летом 2010 года была построена новая трибуна «Лорд Джерси».
В 2010 году клуб выиграл Национальную лигу 3 и пробился в южную группу второй лиги. В 2011 году команда вышла уже в первый национальный дивизион (третий уровень английской регбийной иерархии). Наконец, с 2012 года клуб выступает в Чемпионате Регбийного союза, являющегося второй по силе профессиональной лигой Англии.
В июле 2012 года стало известно, что клуб получит финансовую поддержку от джерсийского департамента экономического развития. Стоимость спонсорского соглашения составила £75 000.
27 августа 2019 года клуб провёл тест-матч со сборной России, завершившийся победой «Джерси Редс» со счётом 35:22.

## Состав
Сезон 2013/14.

## Известные игроки
- Янко Вентер
- Люк Джонс
- Гэри Грэм